# イオン隼人国分ショッピングセンター
イオン隼人国分ショッピングセンターは、鹿児島県霧島市でイオン九州株式会社が運営するGMS（総合スーパー）を核テナントとする複合商業施設。

## 概要
イオン隼人国分ショッピングセンターは、1994年6月に旧姶良町でGMS（総合スーパー）の「サンシティリブレ（姶良サティ→イオン姶良ショッピングセンター→イオンタウン姶良）」を運営していた株式会社マイカル南九州と株式会社マイカル九州が「隼人国分サティ」として開業した複合商業施設である。
当時、マイカルグループが「生活百貨店」のコンセプトで展開していた「サティ」ブランドであった為、2000年代以降にイオングループが展開するショッピングセンターで典型的な「モール型専門店街」併設タイプよりも、百貨店やGMS（総合スーパー）タイプで「専門店街」と「核テナント」のフロア区分が緩やかな売り場構成である。
開業当時、高度技術工業集積地域開発促進法（テクノポリス）指定地区として企業立地が進んでいた旧国分市と旧隼人町のほぼ中間地点に当たる地区に立地しており、それまでの地域最大の商業集積であった国分市中心商店街の衰退と反比例して好調だったが、2000年にマイカル南九州はマイカル九州への統合され、2001年の親会社・株式会社マイカルの破綻を経て、2007年にマイカル九州を吸収合併したイオン九州の運営となった。
2011年2月28日まで「隼人国分サティ」として営業を続けていたが、翌日にジャスコとサティを「イオン」に統合したため、核店舗を「イオン隼人国分店」、SC名を「イオン隼人国分ショッピングセンター」へと名称変更した。

## 核店舗・テナント

### 核店舗
イオン隼人国分店

### テナント
1F物販・サービス
- リペアランド
- 金海堂
- カントリー雑貨ゴンゼレス
- イオンバイク
- ママのリフォーム
- 保険見直し本舗
- 美容室ハンズ
- ATMコーナー（鹿児島銀行/ゆうちょ銀行/JAあいら/南日本銀行/鹿児島信用金庫/鹿児島相互信用金庫）
- 宝くじ
- メガネのヨネザワ
- 生活雑貨ストロー
- 組曲＆J.PRESS
- アクセサリー雑貨アセット
- ペイトブルーム
- JTBトラベランド
- 携帯電話トークオン
- Carves
- リフレッシュサロン ラフィネ
- スタジオ HAMAYA
- ジュエルカフェ
- ふとんの今藤
- サーティワンアイスクリーム
- ノアコーヒー
- お茶の芳香園
- さつま揚げ　べっ甲屋
- フェスティバロ
- タカラブネ
- 蜂楽饅頭
- 中華 第一楼
- 三周家
- お惣菜 咲良
- お惣菜 祇園
- パン ベーカーシェフ
- マイまくら

1F レストラン街
- とんかつ竹亭
- 我流風
- 竹亭

2F物販・サービス
- きもの染寿
- M2
- チャイルドゆき
- 子供服べべ
- ひさご屋
- sutudio720
- バザール ヒラオカ
- 靴の尚美堂
- アクセランド
- カバンの樋口
- 時計宝飾 精光堂
- 宝飾 エステール
- ダイソー
- セイハ英語学院
- プレイランド ダイナレックス
- バースデイ

2F公共施設
- 鹿児島キャリアアップ ハローワーク

### 敷地内その他施設テナント
- ペトラス（ガソリンスタンド）

### 過去にあったテナント
- KTSサティスタジオギャラリー
- 和ぐるめ（和食レストラン）
- 十八番らーめん（ラーメン）
- グルメプラザ（フードコート）
- おむらいす亭（オムライス専門店）
- プラザ・デ・シェスタ（洋食レストラン）
- 喫茶 ぽえっと（喫茶店）
- ファミザラス（ゲームショップ）
- Mr.フルーツマン（フルーツジュース・アイス）
- 国分 虎屋
- ハニーズ
- クリーンショップ
- ペットショップ 顔見世ファミリー